# Verbandsgemeinde Rengsdorf-Waldbreitbach
Die Verbandsgemeinde Rengsdorf-Waldbreitbach ist eine Gebietskörperschaft im Landkreis Neuwied in Rheinland-Pfalz. Sie entstand zum 1. Januar 2018 aus dem freiwilligen Zusammenschluss der Verbandsgemeinden Rengsdorf und Waldbreitbach.
In der Verbandsgemeinde leben 26.705 Einwohner auf einer Fläche von 124,2 Quadratkilometern in 20 eigenständigen Ortsgemeinden. Der Verwaltungssitz ist in Rengsdorf, in Waldbreitbach befindet sich eine Verwaltungsstelle und in Anhausen eine Nebenstelle.

## Verbandsangehörige Gemeinden
| Ortsgemeinde               | Fläche (km²) | Einwohner | bisher           |
| -------------------------- | ------------ | --------- | ---------------- |
| Anhausen                   | 9,53         | 1.401     | VG Rengsdorf     |
| Bonefeld                   | 5,20         | 938       | VG Rengsdorf     |
| Breitscheid                | 12,22        | 2.254     | VG Waldbreitbach |
| Datzeroth                  | 8,01         | 288       | VG Waldbreitbach |
| Ehlscheid                  | 6,27         | 1.567     | VG Rengsdorf     |
| Hardert                    | 3,44         | 840       | VG Rengsdorf     |
| Hausen (Wied)              | 7,72         | 1.840     | VG Waldbreitbach |
| Hümmerich                  | 4,27         | 821       | VG Rengsdorf     |
| Kurtscheid                 | 5,10         | 1.016     | VG Rengsdorf     |
| Meinborn                   | 4,39         | 573       | VG Rengsdorf     |
| Melsbach                   | 2,80         | 1.960     | VG Rengsdorf     |
| Niederbreitbach            | 8,53         | 1.524     | VG Waldbreitbach |
| Oberhonnefeld-Gierend      | 3,97         | 1.051     | VG Rengsdorf     |
| Oberraden                  | 4,33         | 666       | VG Rengsdorf     |
| Rengsdorf                  | 6,91         | 3.001     | VG Rengsdorf     |
| Roßbach                    | 6,40         | 1.444     | VG Waldbreitbach |
| Rüscheid                   | 4,90         | 831       | VG Rengsdorf     |
| Straßenhaus                | 10,17        | 1.979     | VG Rengsdorf     |
| Thalhausen                 | 3,65         | 767       | VG Rengsdorf     |
| Waldbreitbach              | 6,39         | 1.944     | VG Waldbreitbach |
| VG Rengsdorf-Waldbreitbach | 124,20       | 26.705    |                  |

(Einwohner am 31. Dezember 2024)

## Geschichte
Die bisherigen Verbandsgemeinden Rengsdorf und Waldbreitbach waren 1968 im Rahmen der rheinland-pfälzischen Funktional- und Gebietsreform aus den aus der preußischen Zeit stammenden Ämtern Rengsdorf und Neuerburg entstanden.
2010 beschloss der Landtag das „Erste Landesgesetz zur Kommunal- und Verwaltungsreform“ mit dem Ziel, Leistungsfähigkeit, Wettbewerbsfähigkeit und Verwaltungskraft der kommunalen Strukturen zu verbessern. Für Verbandsgemeinden wurde festgelegt, dass diese mindestens 12.000 Einwohner (Hauptwohnung am 30. Juni 2009) umfassen sollen.
Mit 9.397 Einwohnern unterschritt die Verbandsgemeinde Waldbreitbach die vorgesehene Mindesteinwohnerzahl, die Verbandsgemeinde Rengsdorf hatte am Stichtag 16.434 Einwohner.
Am 7. Oktober 2016 unterzeichneten die Bürgermeister der beiden Verbandsgemeinden Rengsdorf und Waldbreitbach eine Vereinbarung zur freiwilligen Fusion.
Am 13. April 2017 wurde im Landtag das „Landesgesetz über den Zusammenschluss der Verbandsgemeinden Rengsdorf und Waldbreitbach“ verabschiedet.
Das Land gewährte anlässlich der Bildung der neuen Verbandsgemeinde eine Zuweisung in Höhe von 2.000.000 Euro.

### Einwohnerentwicklung
| Verbandsgemeinde Rengsdorf-Waldbreitbach: Einwohnerzahlen von 2012 bis 2024                                                        | Verbandsgemeinde Rengsdorf-Waldbreitbach: Einwohnerzahlen von 2012 bis 2024 | Verbandsgemeinde Rengsdorf-Waldbreitbach: Einwohnerzahlen von 2012 bis 2024 | Verbandsgemeinde Rengsdorf-Waldbreitbach: Einwohnerzahlen von 2012 bis 2024 | Verbandsgemeinde Rengsdorf-Waldbreitbach: Einwohnerzahlen von 2012 bis 2024 |
| --- | --------------------------------------------------------------------------- | --------------------------------------------------------------------------- | --------------------------------------------------------------------------- | --------------------------------------------------------------------------- |
| Jahr |                                                                             |                                                                             |                                                                             | Einwohner                                                                   |
| 2012 | 2012                                                                        |                                                                             | 25.358                                                                      | 25.358                                                                      |
| 2015 | 2015                                                                        |                                                                             | 25.705                                                                      | 25.705                                                                      |
| 2020 | 2020                                                                        |                                                                             | 26.108                                                                      | 26.108                                                                      |
| 2024 | 2024                                                                        |                                                                             | 26.705                                                                      | 26.705                                                                      |
| Quelle(n): statistik.rlp.de Anmerkung(en): Die Entwicklung der Einwohnerzahl, bezogen auf das heutige Gebiet der Verbandsgemeinde. |                                                                             |                                                                             |                                                                             |                                                                             |

## Politik

### Verbandsgemeinderat
Der Verbandsgemeinderat Rengsdorf-Waldbreitbach besteht aus 36 ehrenamtlichen Ratsmitgliedern, die bei der Kommunalwahl am 9. Juni 2024 in einer personalisierten Verhältniswahl gewählt wurden, und dem Bürgermeister als Vorsitzendem. Die Amtszeit des ersten Verbandsgemeinderates lief vom 1. Januar 2018 bis zur Kommunalwahl 2024, die Wahl selbst fand bereits am 24. September 2017 statt. Die Wahlzeiten der bisherigen Verbandsgemeinderäte der Verbandsgemeinden Rengsdorf und Waldbreitbach endeten vorzeitig am 31. Dezember 2017.
Die Sitzverteilung im Verbandsgemeinderat:
| Wahl | SPD | CDU | Grüne | FDP | FWG | Gesamt   |
| ---- | --- | --- | ----- | --- | --- | -------- |
| 2024 | 8   | 14  | 3     | 2   | 9   | 36 Sitze |
| 2017 | 12  | 14  | 3     | 3   | 4   | 36 Sitze |

- FWG = FWG WIR = Freie Wählergruppe Wiedtal-Rengsdorfer Land e. V.

### Bürgermeister
Erster Bürgermeister der neuen Verbandsgemeinde Rengsdorf-Waldbreitbach ist seit dem 1. Januar 2018 Hans-Werner Breithausen (SPD). Bei der Stichwahl am 15. Oktober 2017 setzte er sich mit einem Stimmenanteil von 56,63 % durch, nachdem bei der Direktwahl am 24. September 2017 keiner der ursprünglich drei Bewerber eine ausreichende Mehrheit erreicht hatte.